# Симфонична сюита
Симфонѝчна сюѝта е циклично музикално произведение, разновидност на сюитата. Появява се в края на ХIХ в., в която се установяват принципите на симфоничната драматургия, засилва се връзката и единството между частите, разширяват се мащабите, усложнява се цялостния план и като цяло се доближава до симфонията. В симфоничната сюита се използват всички музикални форми, с което тя се отличава от старинната сюита, чието развитие се основава на външно съпоставяне на бързи и бавни танци. При някои симфонични сюити развитието е основана на програма-сюжет, подобно на симфоничната поема. и програмната симфония.
Симфоничната сюита е музикално произведение, доближаващо се по характер до симфоничната поема по отношение на ясната сюжетна линия, върху която се изгражда.
Симфоничната сюита е една от най-динамично развиващите се жанрове в музиката на ХХ в. Свободата на изграждането открива неограничени възможвности за използване на разнороден тематичен материал, без да се следва определена типологична схема в реда на частите. Още в ХIХ в. се срещат сюитни цикли, изградени върху музика към драматични произведения (Григ - сюитите №1 и 2 „Пер Гинт“, Бизе - „Арлезианката“-сюити №1 и 2 и др.)
Някои от най-значителните произведения, създадени през ХХ в. представляват сюити, извлечени от музиката към балетни спектакли: Стравински – Сюита из балета „Петрушка“, Равел – Сюита № 1 и 2 от балета „Дафнис и Хлое“, Прокофиев - Сюити № 1,2,3 из балета „Ромео и Жулиета“, Сюити № 1 и 2 от балета „Пепеляшка“ и мн.др.
В българската класическа музика една от най-устойчивите традиции в практиката на композиторите от почти всички поколения е свързана със създаването на сюити върху народни песни. Добри Христов, Филип Кутев, Боян Икономов, Парашкев Хаджиев и др. са написали сюити върху народни песни от всички региони на България.
Една от най-ярките симфонични сюити в българската музика е Гротескна симфонична сюита „Бай Ганю“ от Веселин Стоянов, създадена върху основата на едноименното произведение на Алеко Константинов. Композиторът спира вниманието си върху отделни епизоди на литературния първоизточник, като ги обединява в последователност на програмен сюжет.